# さだまさしデビュー35周年記念コンサートFESTIVAL HALL 200
『さだまさしデビュー35周年記念コンサートFESTIVAL HALL 200』（フェスティバル・ホール200）は、2009年2月4日に発売されたさだまさしのライブ・アルバムである。

## 解説
さだまさし35周年記念コンサートのうち2008年10月9日と10月10日に行われた、大阪市のフェスティバルホール（2008年末閉館）での通算200回を突破したコンサートを3枚のCDに収録したアルバムである。また、ダイジェスト映像を収録した1枚のDVDが付いている。

## 収録曲
1. Opening -唐八景-　（録音版）
2. 長崎小夜曲
3. 絵はがき坂
4. トーク1 201本のバラ
5. 指定券
6. 最終案内
7. フェリー埠頭
8. トーク2 別れの陸海空
9. 殺風景
10. 春雷
11. トーク3 メンバー紹介
12. フレディもしくは三教街 -ロシア租界にて-
13. 北の国からメドレー
14. 案山子
15. トーク4 2つのトリビュート・アルバム
16. 献灯会
17. トーク5 花に祝福された国
18. October ～リリー・カサブランカ～
19. 秋桜
20. 関白宣言
21. トーク6 母の体温
22. 天然色の化石（『夢回帰線II』収録時のオリジナル版）
23. 防人の詩
24. トーク7 生命のバトン
25. まほろば
26. 修二会
27. 風に立つライオン

## 参加ミュージシャン
- ギター - 石川鷹彦
- ベース - 岡沢章
- Eギター - 松原正樹
- マリンバ・パーカッション - 宅間久善
- ピアノ - 倉田信雄
- パーカッション - 木村"キムチ"誠
- ドラムス - 島村英二
- オーボエ - 庄司さとし
- サックス - ボブ・ザング